# The Girl from His Town
The Girl from His Town è un film muto del 1915 diretto da Harry A. Pollard. Aveva come interpreti Margarita Fischer, Carlton Griffin, Beatrice Van, Joe Harris, Joseph Singleton, Fred Gamble. 
Prodotto dalla American Film Manufacturing Company, si basa sull'omonimo romanzo di Marie Van Vorst pubblicato a Indianapolis nel 1910.

## Trama
Dan Blair, figlio di un grande allevatore del Montana ormai in pensione, corteggia come molti altri giovanotti di Red Rock la bella Sarah Townley. Tanto che un giorno, pur di potere restare al bar dove la ragazza lavora, si beve ben sei cioccolate una dietro l'altra. Bloccato in città per una notte, un impresario lirico sente per caso cantare in chiesa Sarah. Colpito dalla voce della giovane, le fa firmare subito un contratto che prevede per lei anche un corso di studi lirici.

Sono passati tre anni. Il padre di Dan è morto, lasciandolo erede della sua fortuna. Il giovane si reca a Londra, in visita a lord Galore, un amico di famiglia che gli presenta la duchessa di Breakwater. Questa, benché sia innamorata di Galore, avendo bisogno di soldi flirta con Dan. Lui, un giorno, dopo aver sentito cantare la famosa Letty Laney, riconosce in lei Sarah. Vorrebbe corteggiarla ma credendo che lei sia innamorata di un nobile russo, il principe Ponitowsky, finisce per dichiararsi alla duchessa. Il fidanzamento però, con sollievo di Sarah, viene rotto quasi subito, quando Dan scopre la fidanzata tra le braccia di Galore. A Londra, intanto, è giunto anche Joshua Ruggles, amico e socio del padre di Dan, che, sentendosi responsabile di Dan, è preoccupato per lui e decide di sondare il terreno con Sarah. Dopo averle raccontato che Dan ormai è diventato povero, chiede alla famosa cantante se è disposta a sposare lui. La reazione di Sarah gli fa capire che lei è veramente innamorata del giovane e Ruggles, allora, dà il proprio consenso a quel matrimonio.

## Produzione
Il film fu prodotto dalla American Film Manufacturing Company. Tutte le scene ambientate nel teatro Gaiety di Londra vennero girate a Los Angeles, nel Republic Theater, al 629 di S. Main Street.

## Distribuzione
Il copyright del film, richiesto dalla American Film Mfg. Co., fu registrato il 4 agosto 1915 con il numero LU6020.

Distribuito dalla Mutual, il film uscì nelle sale statunitensi il 5 agosto 1915.

### Conservazione
Non si conoscono copie ancora esistenti della pellicola che viene considerata presumibilmente perduta.